# Ilikena Bolakoro
Pas d'image ? Cliquez ici

a Compétitions nationales et continentales officielles uniquement.

b Matchs officiels uniquement.
Dernière mise à jour le 15 mars 2025.
Ilikena Bolakoro, né le 22 août 1987 à Suva, est un joueur international fidjien de rugby à XV évoluant aux postes de centre et d'ailier.

## Biographie
Né à Suva et originaire de Nasigatoka dans la province de Rewa, et alors qu'il évolue avec l'équipe des Fidji des moins de 20 ans, Ilikena Bolakoro est repéré par le club français du Biarritz olympique, via l'intermédiaire de l'international fidjien Sireli Bobo. Quittant les Fidji à l'âge de 19 ans, il rejoint la France, vivant tout d'abord chez Sireli Bobo, et intégrant le club du Biarritz olympique,, avant de rejoindre le centre de formation basque pendant la saison 2006-2007,. Il y dispute cinq saisons avec l'équipe première en Top 14, participant notamment à la conquête du Challenge européen en 2012, deux ans après la finale perdue en Coupe d'Europe de 2010.
Il obtient sa première cape internationale avec l'équipe des Fidji le 27 juin 2009, affrontant les Samoa, à domicile au Churchill Park de Lautoka, dans le cadre de la Coupe des nations du Pacifique. Deux ans plus tard, pré-sélectionné dans le groupe fidjien pour préparer la Coupe du monde 2011, il joue un second match international sous le maillot fidjien ; blessé lors de cette rencontre contre les Samoa, il est contraint de déclarer forfait en vue du mondial.
Freiné par cette blessure dans sa progression, il n'est pas conservé par le club basque à la fin de la saison 2011-2012 et quitte le Top 14 ; il rejoint le Colomiers Rugby évoluant en Pro D2. Évoluant plutôt en tant qu'ailier, il acquiert une polyvalence au centre lors de la saison 2015-2016.
En 2016, il signe un contrat avec le Soyaux Angoulême XV en 2016.
Non prolongé par le club charentais après une saison et par conséquent sans club, il rejoint en tant que joker médical l'USON Nevers, en tant que doublure de Conor Trainor, alors que le club s'apprête à débuter le championnat de Pro D2 où il vient d'être promu.
Alors qu'il doit se faire opérer de l'épaule à l'intersaison, il n'est pas conservé à l'issue de la saison 2020-2021. Après avoir contacté Benoît August, son ancien coéquipier au Biarritz olympique et entre-temps devenu président de l'US Dax, son départ dans ce dernier club est annoncé, en Nationale. Après avoir achevé sa période de convalescence, son contrat de deux années est officialisé début octobre ; il joue ses premiers matchs sous le maillot dacquois en début d'année 2022. Lors de la saison 2022-2023, Bolakoro fait partie des cadres de l'équipe,, participant à la remontée de l'US Dax en Pro D2 et disputant la finale concédée contre le Valence Romans DR. Son contrat est alors prolongé pour une année supplémentaire. Pour ce retour en division professionnelle, âgé de 36 ans, il guide notamment les jeunes recrues fidjiennes Jope Naseara et Ratu Nacika,, ; cette saison sportive est sa dernière au niveau professionnel,,.
Il continue sa carrière en division amateur, rejoignant le Rugby Club Orléans tout juste promu en Nationale 2 pour une durée d'une saison ; il prolonge rapidement en cours de saison pour une deuxième année.

## Palmarès
- Challenge européen :
  - Vainqueur : 2012 avec le Biarritz olympique.
- Coupe d'Europe :
  - Finaliste : 2010 avec le Biarritz olympique.
- Championnat de France de Nationale :
  - Vice-champion : 2023 avec l'US Dax.

## Statistiques en équipe nationale
| Année | Compétition                    | Matchs | Points | Essais |
| ----- | ------------------------------ | ------ | ------ | ------ |
| 2009  | Coupe des nations du Pacifique | 1      | 0      | 0      |
| 2011  | Coupe des nations du Pacifique | 1      | 0      | 0      |
| Total | Total                          | 2      | 0      | 0      |